# خمس أعين
العيون الخمس (بالإنجليزية: Five Eyes)، والمعروفة اختصارا "FVEY"، هو مصطلح يُشير إلى تحالف استخباراتي يشمل كلّ من الولايات المتحدة والمملكة المتحدة وكندا وأستراليا ونيوزيلندا،  بموجب المعاهدة البريطانية الأميركية متعددة الأطراف، وهي معاهدة تختص بمجال التعاون المشترك في استخبارات الإشارات.
تعود أصول «خمس أعين» إلى فترة ما بعدَ الحرب العالمية الثانية، عندما أصدر الحلفاء ميثاق الأطلسي لوضع أهدافهم لعالم ما بعدَ الحرب. خِلال فترة الحرب الباردة، طور تحالف خمس أعين نظام المُراقبة إيكيلون لمراقبة اتصالات الاتحاد السوفيتي السابق والكتلة الشرقية، ويستخدم حالياً لمراقبة الاتّصالات في جميع أنحاءِ العالم.
كُشف عن «إيكيلون» في أواخر التسعينات، وأثار ذلك نقاشًا واسعاً في البرلمان الأوروبي، وكونغرس الولايات المتحدة، وأثناء «الحرب الأمريكية على الإرهاب» ركَّزَ تحالف العيون الخمس مراقبته على شبكة الويب العالمية، وقد وصف المُتعاقد السابق معَ وكالة الأمن القومي إدوارد سنودن العيون الخمس بأنَّها «منظَّمة استخبارات فوق وطنية لا تستجيب للقوانين المَعْروفَةِ لبلدانها»، وكشفت الوثائق التي سربها سنودن في 2013 أنَ مكتب التحقيقات الفيدراليّ يتجسس على المُواطنين ويُشارك المعلومات التي يجمعها معَ العيون الخمس للتحايل على اللوائح المحلية التقييدية المتعلّقة بمراقبة المواطنين.
تُعدّ العيون الخمس واحدة من أكثر تحالفات التجسس المَعْروفَةِ شمولاً في التاريخ.

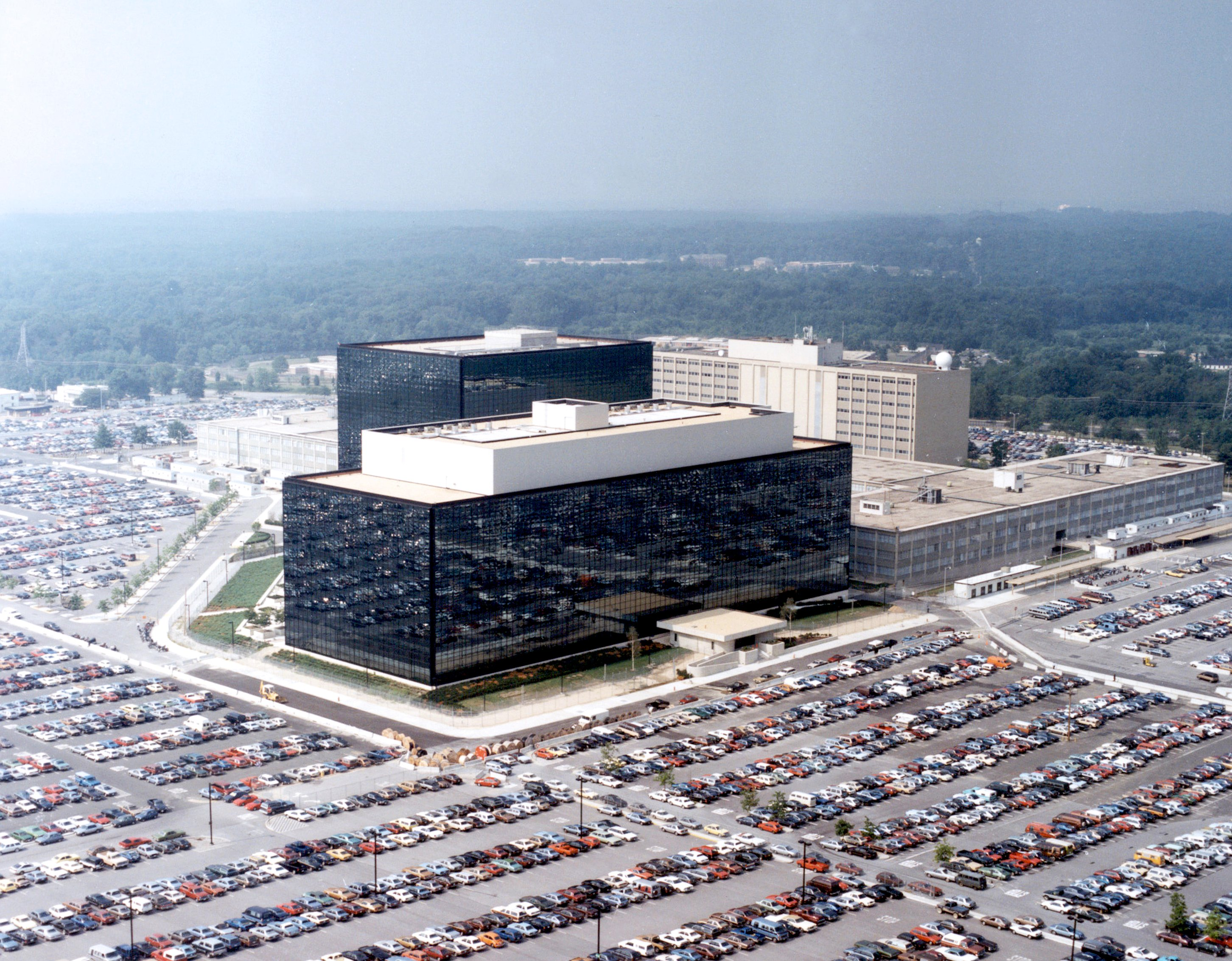
مقر وكالة الأمن القومي الأمريكية في فورت ميد، ماريلاند، الولايات المتحدة

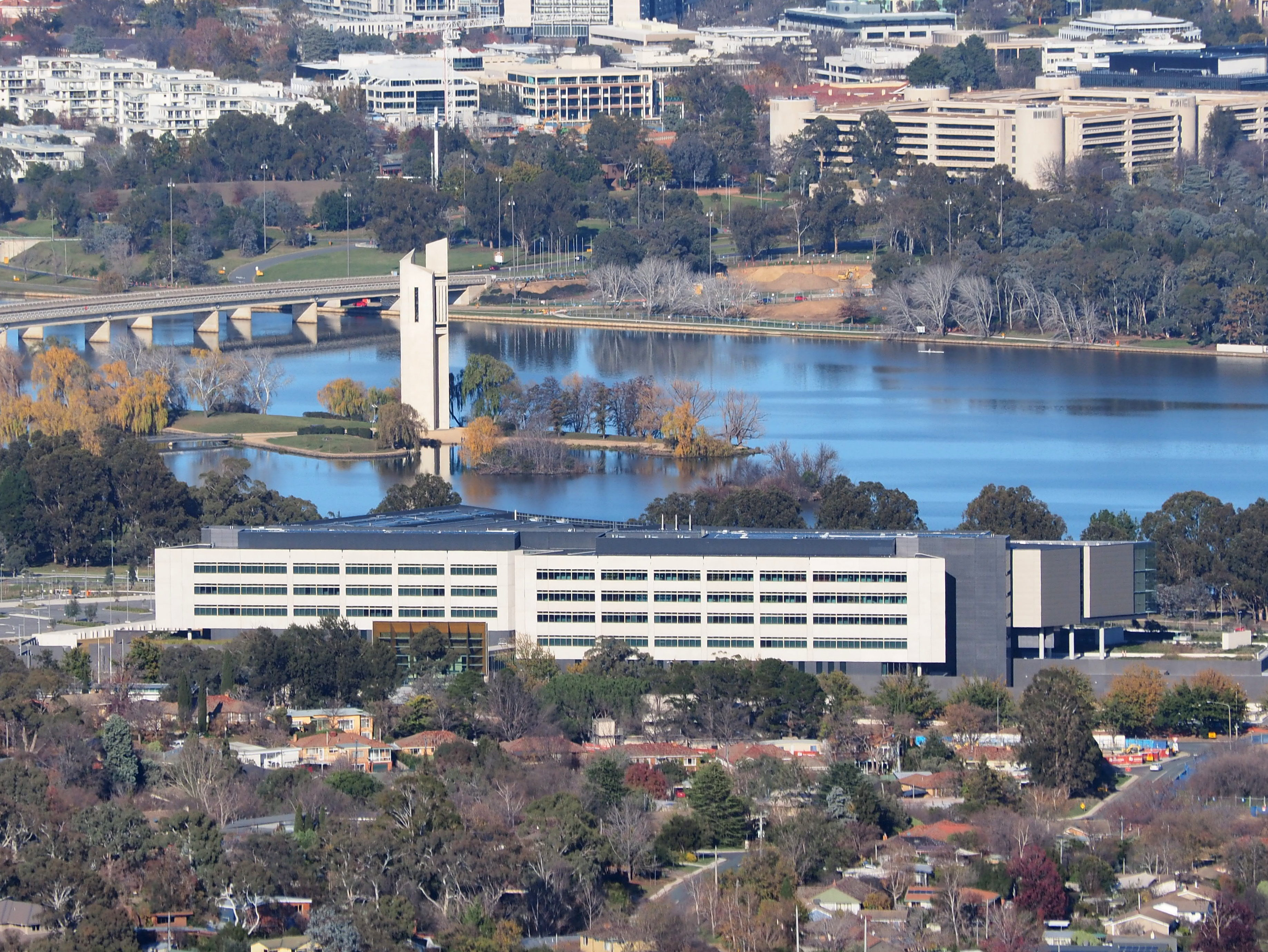
مكتب منظمة الأمن والاستخبارات الاسترالية في كانبرا، أستراليا

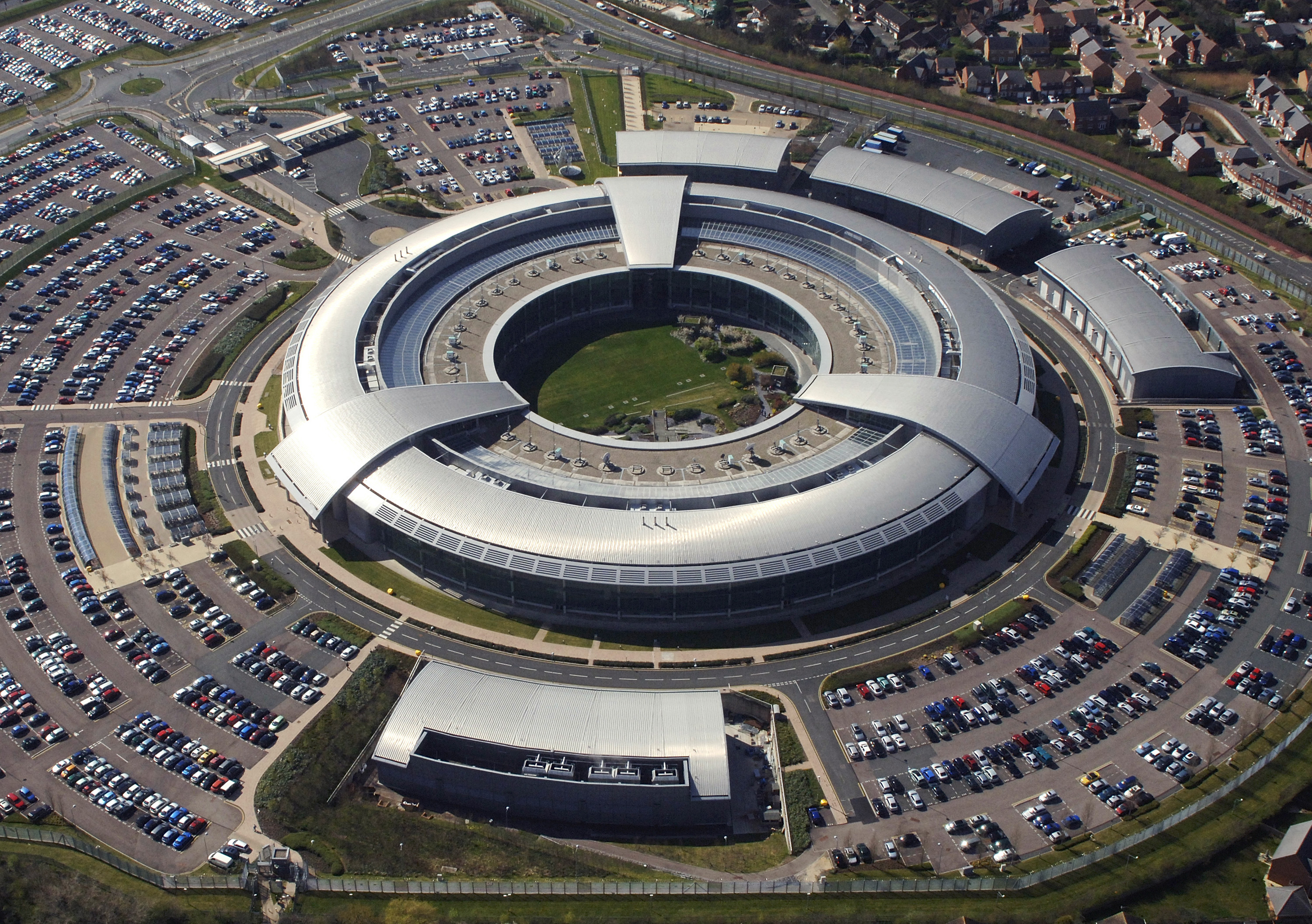
مكاتب الاتصالات الحكومية البريطانية في شلتنهام، جلوسيسترشاير، المملكة المتحدة

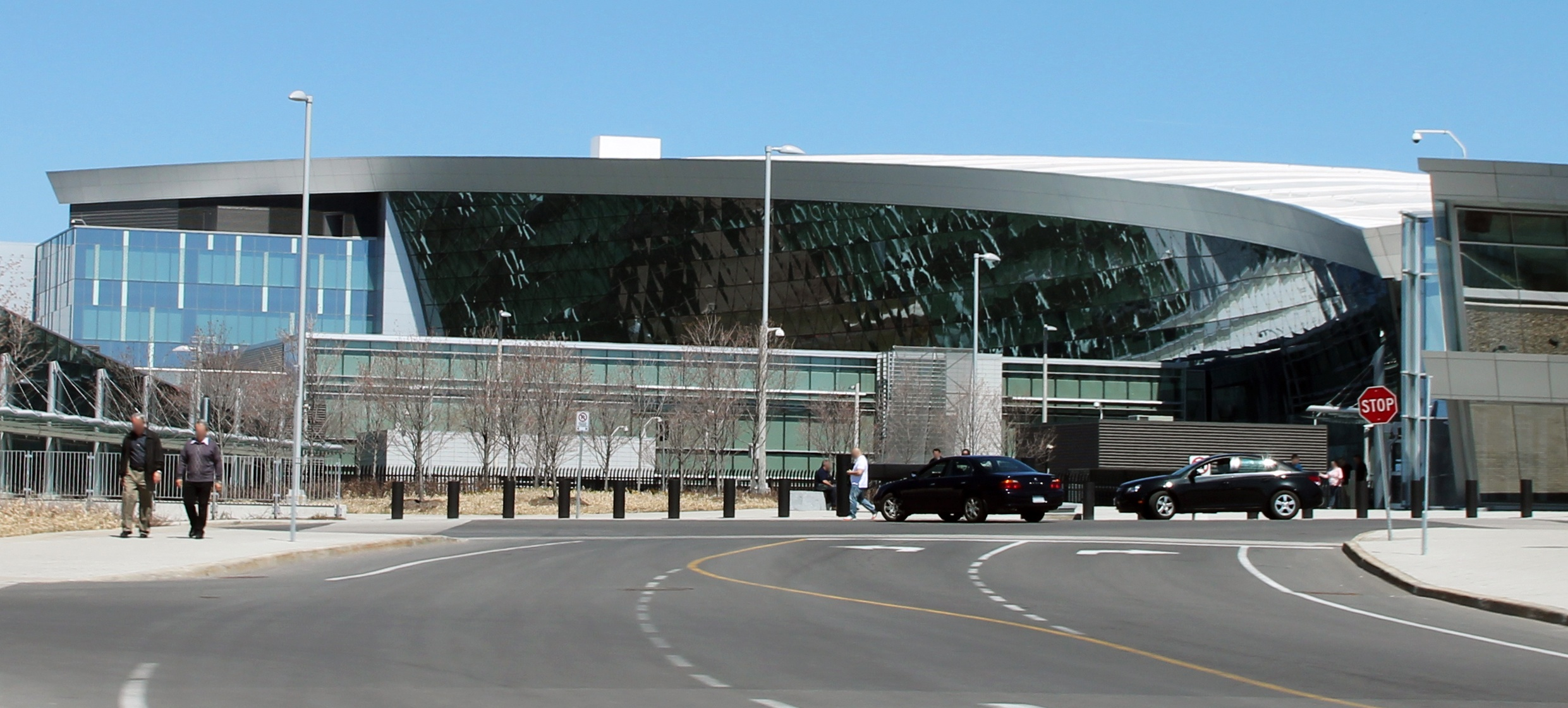
مقر وكالة أمن الاتصالات في أوتاوا، أونتاريو، كندا

نظرًا لأنّه يتم جمع المعلومات الاستخبارية المُعالجة من مصادر متعددة، فإنَّ المعلومات الاستخباراتية المُشتركة لا تقتصر على استخبارات الإشارات وغالبًا ما تتضمن المخابرات الحربية والاستخبارات البشرية والاستخبارات الجغرافية المكانية.

## المنظَّمات
يُلقي الجدول التالي نظرة عامة على مُعظم وكالات العيون الخمس.
| البلد            | الوكالة                                         | الرمز    | الدور                              |
| ---------------- | ----------------------------------------------- | -------- | ---------------------------------- |
| أستراليا         | وكالة الاستخبارات السرية الأسترالية             | ASIS     | استخبارات بشرية                    |
| أستراليا         | مديرية الإشارات الأسترالية                      | ASD      | استخبارات الإشارات                 |
| أستراليا         | منظَّمة المخابرات الأمنية الأسترالية              | ASIO     | استخبارات أمنية                    |
| أستراليا         | منظَّمة الاستخبارات الجُغرافيَّة المكانية الأسترالية | AGO      | استخبارات جغرافية                  |
| أستراليا         | منظَّمة استخبارات حربية                           | DIO      | استخبارات حربية                    |
| كندا             | قيادة استخبارات القوات الكندية                  | CFINTCOM | استخبارات حربية وجغرافية وبشرية    |
| كندا             | وكالة أمن الاتصالات                             | CSE      | استخبارات الإشارات                 |
| كندا             | جهاز الاستخبارات والأمن الكندي                  | CSIS     | استخبارات بشرية، المخابرات الأمنية |
| نيوزيلندا        | مديرية استخبارات حربية والأمن                   | DDIS     | استخبارات حربية                    |
| نيوزيلندا        | مكتب أمن الاتّصالات الحكومية                     | GCSB     | استخبارات الإشارات                 |
| نيوزيلندا        | دائرة المخابرات الأمنية النيوزيلندية            | NZSIS    | استخبارات بشرية                    |
| المملكة المتحدة  | استخبارات الدفاع                                | DI       | استخبارات حربية                    |
| المملكة المتحدة  | مكاتب الاتصالات الحكومية البريطانية             | GCHQ     | استخبارات الإشارات                 |
| المملكة المتحدة  | المكتب الخامس                                   | MI5      | استخبارات أمنية                    |
| المملكة المتحدة  | جهاز الاستخبارات البريطاني                      | MI6، SIS | استخبارات بشرية                    |
| الولايات المتحدة | وكالة المخابرات المركزية                        | CIA      | استخبارات بشرية                    |
| الولايات المتحدة | وكالة استخبارات الدفاع                          | DIA      | استخبارات حربية                    |
| الولايات المتحدة | مكتب التحقيقات الفيدرالي                        | FBI      | استخبارات أمنية                    |
| الولايات المتحدة | الوكالة الوطنية للاستخبارات الجغرافية المكانية  | NGA      | استخبارات جغرافية                  |
| الولايات المتحدة | وكالة الأمن القومي الأمريكية                    | NSA      | استخبارات الإشارات                 |

## التاريخ

### الأصول (الأربعينيَّات - الخمسينيَّات)

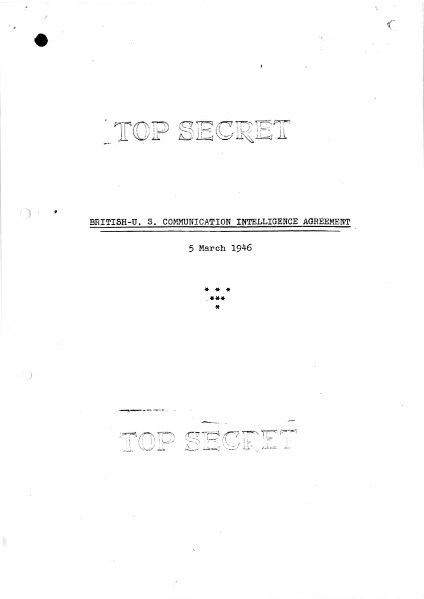
صفحة الغلاف للنسخة الأولى من المعاهدة البريطانية الأمريكية السرية في عام 1946 وَالتي كُشفت في 2011

يعود أصل تحالف العيون الخمس إلى ميثاق الأطلسي الذي وضع أهداف الحلفاء لعالم ما بعد الحرب، حيثُ وقَّعت حكومتي المملكة المتحدة والولايات المتحدة على «اتفاقية بروسا» في 17 مايو 1943، لتسهيل التعاون بين وزارة الحرب الأمريكيَّة مكاتب الاتصالات الحكومية البريطانية، وفي 5 مارس 1946 أصبحت المعاهدة السرية رسميَّة وتُعرف بالمعاهدة البريطانية الأمريكية وَالتي شكلت أساس استخبارات الإشارات بين وكالة الأمن القومي ومكاتب الاتّصالات الحكوميَّة البريطانيَّة حتَّى يومنا هذا.
في 1948 تمَّ تمديد المُعاهدة لتشمل كندا، والنرويج في 1952، والدنمارك في 1954، وألمانيا الغربية في 1955، وأُستراليا في 1956، ونيوزيلندا في 1956. لتشارك هذه الدول في التحالف بصفتها «أطراف ثالثة»، وبحلول 1955 تمَّ الاعتراف رسميًا بالوضع الرسميّ لدول العيون الخمس المُتبقية في نسخة أحدث من المُعاهدة البريطانيَّة الأمريكية.

### الحرب الباردة (الخمسينات والتسعينات)
تبادلت مكاتب الاتّصالات الحكوميَّة البريطانيَّة ووكالة الأمن القومي معلومات استخباراتية عن الاتحاد السوفيتي، وجُمهُوريَّة الصين الشعبية، والعديد من دول أوروبا الشرقيَّة خِلال الحرب الباردة،  وطور التحالف شبكة مراقبة «إيكيلون» بهدف مراقبة الاتّصالات العسكريَّة والدبلوماسيَّة للاتحاد السوفيتيّ والكتلة الشرقية.
عمِلَت أُستراليا ونيوزلندا في منطقة آسيا والمحيط الهادئ لدعم الولايات المتَّحدة بشكلٍ مباشر أثناء حرب فيتنام، وكُلفت مكاتب الاتّصالات الحكوميَّة البريطانيَّة المُتمركزة في مستعمرة هونغ كونغ البريطانية بمراقبة شبكات شمال فيتنام الدفاعيَّة الجوية. وخلال حرب الفوكلاند تلقت بريطانيًا بيانات استخباراتية من حلفائها في العيون الخمس مثل أُستراليا والنرويج وفرنسا.
في الخمسينات نظم جهاز الاستخبارات البريطانيّ (SIS) ووكالة المخابرات المركزيَّة الأمريكيَّة (CIA) بشكلٍ مشترك انقلاب 1953 في إيران للإطاحة برئيس الوزراء الإيرانيُّ محمد مصدق. ونظم جهاز الاستخبارات البريطانيّ (SIS) ووكالة المخابرات المركزيَّة الأمريكيَّة (CIA) بشكلٍ مشترك عملية اغتيال زعيم الاستِقلال الكونغولي باتريس لومومبا في الستينيات. وفي سبعينات القرن الماضي نظم كلّ من خدمة المخابرات الأستراليَّة السرية (ASIS) ووكالة المخابرات المركزيَّة الأمريكيَّة (CIA) بشكلٍ مشترك الإطاحة بالرئيس التشيلي سلفادور أليندي. وخلال احتجاجات ميدان تيانانمين عام 1989 شارك جهاز الاستخبارات البريطاني معَ وكالة المخابرات المركزيَّة الأمريكيَّة في عملية يلوبيرد لإنقاذ المُنشقين من النظام الصيني.

### شبكة إيكيلون (1972-2000)
تطوَّرت شبكة إيكيلون للمراقبة في أواخر القرن العشرين إلى نظام عالمي لَهُ قدرة هائلة على اكتساح الاتّصالات الخاصّة والتجارية، بما فيها المكالمات الهاتفيَّة والفاكس والبريد الإلكترونيّ وحركة مرور البيانات الأخرى، وتقومُ بذلك من خِلال اعتراض حاملي الاتّصالات مثل الإرسال عبر الأقمار الصناعيّة وشبكات الهاتف العامة.
لدى تحالف العيون الخمس نوعان من طرق جمع المعلومات: برنامج بريسم الذي يجمع معلومات المُستخدم من شركات التِّكنولوجيا مثل جوجل وأبل ومايكروسوفت، والنظام الآخر "نظام جمع المنبع [الإنجليزية]" الذي يجمع المعلومات مباشرةً من الاتّصالات عبر كابلات الألياف الضوئية والبنية التحتية، وقد كشفت هذه الطرق لأول مرَّة في 1972، عندما أبلغ محلل اتصالات سابق في وكالة الأمن القومي «مجلّة رامبارتس» أنَ وكالة الأمن القومي طورت تقنية «يمكنها كسرِ جميع الرموز السوفيتية». وفي عام 1988 كشف «دنكان كامبل» من «مجلّة نيوستيتسمان» عن وجود إيكيلون وقد وصفت القصة التي جائت بعنوان «شخص ما يستمع» كيف وُظفت عمليات التنصت لمصالح أُخرى غير مصالح «الأمن القومي»، وإساءة استِخدامُها بانتظام للتجسس على الشركات لخدمة المصالح التجاريَّة الأمريكية. في 1996 قدم الصحفي النيوزيلنديّ نيكي هاجر وصفًا مفصلاً لإيكيلون في كتاب بعنوان «القوَّة السرية - دور نيوزيلندا في شبكة التجسس الدولية» والذّي استشهد به البرلمان الأوروبي بعدَ عامين في تقرير بعنوان «تقييمٍ تكنولوجيّاً السيطرة السياسيَّة (PE 168.184)».‏ 
في 16 مارس 2000 دعا البرلمان الأوروبي إلى إصدار قرار بشأن العيون الخمس وشبكة المُراقبة إيكيلون الخاصّة به، والذّي سيدعو للتفكيك الشبكة بالكامل إذا تمَّ إقراره. وبعد ثلاثة أشهر، أنشأ البرلمان الأوروبيّ «اللجنة المؤقتة بشأن إيكيلون» للتحقيق في شبكة مراقبة إيكيلون، لكنّ المفوضية الأوروبية أعاقت التحقيقات وفقًا لعدد من السياسيين الأورُوبيين من بينهم السياسيّ الفنلندي اسكو سيبانين (بالفنلندية: Esko Seppänen).
وفي الولايات المتَّحدة حذر المشرعون في الكونغرس الأمريكي من استخدام نظام إيكيلون لمراقبة المواطنين الأمريكيين،  وفي 14 مايو 2001 ألغت حكومة الولايات المتَّحدة جميع الاجتماعات معَ اللجنة المؤقتة بشأن إيكيلون [الإنجليزية].‏ 
وفقًا لتقرير صادر عن هيئة الإذاعة البريطانية في مايو 2001 «ترفض الحكومة الأمريكيَّة الاعتراف بوجود إيكيلون».

### الحرب على الإرهاب (2001 حتَّى الآن)
زادت قدرات المُراقبة للعيون الخمس بشكلٍ كبير في أعقاب هجمات 11 سبتمبر على مركز التجارة العالمي والبنتاغون كجزء من الحرب العالمية على الإرهاب، وخلال الفترة التي سبقت حرب العراق راقب التحالف اتصالات مفتش الأسلحة التابع للأمم المتَّحدة هانز بليكس،  وتعرض مكتب الأمين العام للأمم المتَّحدة كوفي عنان للتنصت من قبل مخابرات بريطانية،  وشرحت مذكرة لوكالة الأمن القومي بالتفصيل خطط العيون الخمس لتعزيز التنصت على وفود الأمم المتَّحدة لست دول كجزء من حملة «الحيل القذرة» للضغط عليها للتصويت لصالح استخدام القوَّة ضدَّ العراق.
أقامت وكالة المخابرات المركزية الأمريكية وجهاز الاستخبارات البريطاني شراكة مراقبة معَ الزعيم الليبي معمر القذافي للتجسس على معارضين ليبيين في الخراج، مقابل استخدام ليبيا كقاعدة لعمليات التسليم الاستثنائي.
إبتداءاً من 2010 تتمتع خمسة أعين أَيْضًا بإمكانيَّة الْوُصُول إِلى سيبرنت [الإنجليزية] وهو نظام لشبكات كمبيوتر مترابطة تُستخدمها وزارة الدفاع الأمريكيَّة ووزارة الخارجيَّة الأمريكيَّة لنقل المعلومات السرية.
في 2013 كشفت الوثائق التي سربها المقاول السابق لوكالة الأمن القومي إدوارد سنودن عن وجود العديد من برامج المُراقبة تديرها العيون الخمسة بشكلٍ مشترك، وتتضمَّن القائمة التالية عدد من الأمثلة:
- بريسم (بالإنجليزية: PRISM) - تديرها وكالة الأمن القومي الأمريكيَّة معَ مكاتب الاتّصالات الحكوميَّة البريطانية، ومديرية الإشارات الأسترالية.[54][55]

- XKeyscore - تديرها وكالة الأمن القومي الأمريكيَّة بمساهمة مكاتب الاتّصالات الحكوميَّة البريطانية، ومديرية الإشارات الأسترالية.[56]
- تمبورا (بالإنجليزية: Tempora) - تديرها مكاتب الاتّصالات الحكوميَّة البريطانيَّة بمساهمات من وكالة الأمن القومي الأمريكية.[57][58]
- MUSCULAR - تديرها مكاتب الاتّصالات الحكوميَّة البريطانيَّة بمساهمة وكالة الأمن القومي الأمريكية.[59]
- STATEROOM - تديرها مديرية الإشارات الأستراليَّة ووكالة المخابرات المركزيَّة الأمريكية، و	وكالة أمن الاتّصالات الكندية، ومكاتب الاتّصالات الحكوميَّة البريطانيَّة ووكالة الأمن القومي الأمريكية.[60]

في مارس 2014 أمرت محكمة العدل الدولية أُستراليا بوقف التجسس على تيمور الشرقية، ويُمثل هذا الحُكم أول قيود تُفرض على «العيون الخمس».
في نوفمبر 2020 انتقدَ تحالف العيون الخمس قواعد الصين التي تستبعد المشرعين المنتخبين في هونغ كونغ.

### المُنافسة معَ الصين الشيوعيَّة (2018 إلى الوقت الحاضر)
قبضت السلطات الكندية على المسؤول التنفيذيّ في شركة هواوي «منج وانزو»في مطار فانكوفر الدولي في 1 ديسمبر 2018 لمواجهة اِتِّهامات أمريكيَّة بالاحتيال والتآمر. وردت الصين باعتقال مواطنين كنديين، وأعتبر محللون أنَ ذلك بداية صدام مباشر بين القيادة الشيوعيَّة للصين وأعضاء تحالف العيون الخمس، وفقاً لجريدة جنوب الصين الصباحية. وفي الأشهر التالية فرضت الولايات المتَّحدة قيودًا على التبادل التكنولوجي معَ الصين. وبعد مطالبات من برلمانيين أستراليين ووزير الخارجيَّة الأمريكيّ مايك بومبيو أعلنت حكومة المملكة المتَّحدة أنَّها ستقلل من وجود تقنية هواوي في شبكة جيل خامس الخاصّة بها إلى الصفر،  وذكرت جريدة جنوب الصين الصباحية أنَ بكين تُعتبر هذه الأحداث حربًا سياسيَّة «تخوضها معَ أقدم تحالف استخباراتي في العالم وهو العيون الخمس».

## الجدل حول تقاسم التجسس الداخليّ
أظهرت وثائق «الأعين الخمس» في السنوات الأخيرة تجسس المتحالفون على مواطني بعضهم البعض،  وزعم شامي شكرابارتي مدير مجموعة ليبرتي أنَ تحالف «خمس أعين» يزيد من قدرة الدول الأعضاء على «التعاقد معَ بعضهم البعض من الباطن على أعمالهم القذرة»،  ووصف إدوارد سنودن التحالف بأنَّه «منظَّمة استخبارات فوق وطنية لا تستجيب لقوانين بلدانها».
نتيجةً لتسريبات سنودن أصبح تحالف «العيون الخمس» موضوعاً للجدل في مختلفِ أنحاءِ العالم:
- كندا: في أواخر 2013 أنتقد القاضي الفيدراليّ الكندي ريتشارد موسلي بشدَّة جهاز الاستخبارات والأمن الكندي لتعهيد مُراقبتها للكنديين إلى وكالات شريكة في الخارج، ويؤكّد حُكِمَ محكمة مؤلف من 51 صفحة أنَ دائرة الاستخبارات الأمنية الكندية وغيرها من الوكالات الفيدراليَّة الكندية قامت بشكلٍ غير قانوني بتجنيد حلفاء «العيون الخمس» في شبكات المُراقبة العالميَّة معَ إبقاء المحاكم الفيدراليَّة المحليَّة في الظلام.[71][72][73]

- نيوزيلندا: في 2014 طلب برلمان نيوزيلندا من دائرة المخابرات الأمنية النيوزيلنديَّة ومكتب أمن الاتّصالات الحكوميَّة لنيوزيلندا توضيح "إذا كانوا تلقوا أي مساهمات ماليَّة من أعضاء تحالف «العيون الخمس». لكنّ الوكالتين حجبتا المعلومات ذات الصلة ورفضتا الكشف عن أي مساهمات ماليَّة محتملة، وأكد ديفيد كانليف زعيم حزب العمّال أنَّه يحق للجمهور معرفة ذلك.[74]

- الاتحاد الأوروبي: في أوائل 2014 أصدرت «لجنة الحريات المدنيَّة والعدل والشؤون الداخلية» في البرلمان الأوروبيّ مسودة تقرير أكدت أنَ وكالات الاستخبارات في نيوزيلندا وكندا تعاونت معَ وكالة الأمن القومي الأمريكيَّة في إطار برنامج العيون الخمسة وربما كانت تشارك بنشاط البيانات الشخصية لمواطني الاتحاد الأوروبي.[75][76]

## تعاون دول أُخرى
منذُ إضافة عضوين في 1956، يتكون التحالف من خمسة دول، حيثُ أُضيفت كندا في 1948، وأُضيفت كلّ من نيوزيلندا وأستراليا في 1956،  ويُشارك في التحالف مجموعة دول تُسمى «شركاء الطرف الثالث» تشارك استخباراتها معَ العيون الخمس.
وقد أُنشئت اتفاقيَّات مشاركة أخرى، ووفقًا لإدوارد سنودن فإنَّ وكالة الأمن القومي لها «هيئة ضخمة» تُسمى مديرية الشؤون الخارجيَّة وهي مسؤولة عن الشراكة معَ الدول الأجنبية.
تتعاون إسرائيل،  وسنغافورة، وكوريا الجنوبية،  واليابان معَ تحالف العيون الخمس.

### العيون الستة
وفقًا للمجلة الإخبارية «لو نوفيل أوبسرفاتور» اقترحت الولايات المتَّحدة على فرنسا الانضمام إلى «العيون الخمس» في عام 2009 ليصبح التحالف «العيون الستة»، لكنّ نيكولا ساركوزي طلب الحصول على نفس وضع الحلفاء الآخرين، بما في ذلك التوقيع على «اتفاقية عدم التجسس»، وقد وافق مدير وكالة الأمن القومي على ذلك، ولكنَّ مدير وكالة المخابرات المركزيَّة لم يوافق، وأدى ذلك إلى رفضَ فرنسا.
في 2013 أُفيد بأنَّ ألمانيا مهتمة بِالانضمام إلى تحالف العيون الخمس،  وكان عدد من أعضاء الكونغرس الأمريكي بمن فيهم تيم رايان وتشارلز دينت يضغطون لأجل دخول ألمانيا إلى تحالف العيون الخمس.

### خمس عيون زائد ثلاثة
ضدَّ روسيا والصين
تشارك دول الأعين الخمسة المعلومات معَ مجموعة من «الشركاء ذوي التفكير المماثل»، مثل فرنسا وألمانيا واليابان، منذُ أوائل عام 2018 لمواجهة التَّهديدات الناشئة عن الأنشطة الخارجيَّة للصين وروسيا.
ضدَّ كوريا الشمالية
تتبادل العيون الخمس المعلومات الاستخباراتية حول الأنشطة العسكريَّة لكوريا الشمالية وصواريخها الباليستية معَ وفرنسا واليابان وكوريا الجنوبية.

### العيون التسعة

خريطة دول العيون التسعة

العيون التسعة (بالإنجليزية: The Nine Eyes) هو تحالف مختلفِ يتكون من أعضاء العيون الخمس بِالإضافة إلى الدنمارك وفرنسا وهولندا والنرويج.

### العيون الأربعة عشر

خريطة دول العيون الأربع عشرة

وفقًا لوثيقة سربها إدوارد سنودن توجد اتفاقية بين أربعة عشر دولة تُعرف رسميًا باسمِ (بالإنجليزية: SIGINT Seniors Europe) ‏(SSEUR). تتكون من أعضاء العيون الخمسة وبلجيكا وألمانيا وإيطاليا وإسبانيا والسويد.

## مزيد من التعاون
توجد عدد من اتفاقيَّات الاستخبارات الخاصّة بقضايا مُحدَّدة، كما أوردت منظمة الخصوصية الدولية، وَالتي تشمل بعض أو جميع الدول المذكورة أعلاه والعديد من الدول الأخرى، مثل:
- مشاركة منطقة مُحدَّدة بين 41 دولة شكلت تحالف الحلفاء في أفغانستان
- جهد مشترك لدول العيون الخمس في «التعاون المركّز» لاستغلال شبكة الكمبيوتر معَ النمسا، وبلجيكا، وجُمهُوريَّة التشيك، والدنمارك، وألمانيا، واليونان، والمجر، وأيسلندا، وإيطاليا، واليابان، ولوكسمبورغ، وهولندا، والنرويج، وبولندا، والبرتغال، وكوريا الجنوبيَّة وإسبانيا والسويد وسويسرا وتُركيَّا
- «نادي برن»: تحالف يُضمُّ 17 عضوًا بما في ذلك الدول الأوروبيَّة بشكلٍ أساسي، ليست الولايات المتَّحدة من ضمنَ أعضائه.
- Maximator: تحالف استخباراتي بين الدنمارك وألمانيا وفرنسا وهولندا والسويد.
- مجموعة مكافحة الإرهاب: دول تحالف «نادي برن» بِالإضافة إلى الولايات المتَّحدة.
- اللجنة الخاصّة للناتو: تتألَّف من رؤساء الأجهزة الأمنية في الدول الأعضاء في الناتو البالغ عددها 28 دولة.

## قائمة أهداف المُراقبة «خمس أعين»

### أفراد بارزون
معَ زيادة قدرات «خمس أعين» الرقابية لمواكبة التطوّرات التكنولوجية، تمَّ تطوير نظام مراقبة عالمي لالتقاط الاتّصالات بأكملها عبر الحدود،  وتحتوي القائمة التالية على عدد قليل من أهداف «خمس أعين» وهم شخصيات عامة في مختلفِ المجالات.
| الصورة | الاسم                     | وكالات المراقبة                                                      | ملاحظات | المرجع.                         |
| ------ | ------------------------- | -------------------------------------------------------------------- | --- | ------------------------------- |
|        | تشارلي تشابلن 1889-1977   | - المكتب الخامس - FBI                                                | الممثل الكوميدي والمخرج والملحن البريطانيّ الذي صعد إلى الشهرة في العصر الصامت، كانَ أحد أهم الشخصيّات في صناعة السينما من خِلال شخصية "الصعلوك"، وضع تحت المُراقبة بسببِ صلاته المزعومة بالشيوعية في أوائل الخَمْسيْنِيَّات من القرن الماضي من قبل عملاء المكتب الخامس، الذين عملوا نيابة عن مكتب التحقيقات الفيدراليّ كجزء من حملة لإبعاده عن الولايات المتحدة.                                                              | [ 94 ] [ 95 ] [ 96 ]            |
|        | ستروم ثورموند 1902-2003   | - وكالات مختلفة                                                      | مثل ستروم ثورموند المرشح في الانتخابات الرئاسية الأمريكية عام 1948 ولاية كارولينا الجنوبية في مجلس الشيوخ الأمريكي من عام 1954 حتَّى عام 2003، وعندما بلغَ مئة عام أُعتبر "عضو مجلس الشيوخ الأطول خدمة في تاريخ الولايات المتحدة"، وفي عام 1988 قالت مارجريت نيوزهام موظفة في شركة لوكهيد في جلسة مغلقة للكونغرس الأمريكي أنَ مكالمات ثورموند الهاتفيَّة تمَّ اعتراضها من تخالف "العيون الخمسة" عبر نظام المُراقبة إيكيلون. | [ 97 ] [ 98 ] [ 99 ]            |
|        | نيلسون مانديلا1918-2013   | - وكالة المخابرات المركزية - جهاز الاستخبارات البريطاني              | ناشط ومحامي وفاعل خير جنوب إفريقي شغل منصب رئيس جنوب إفريقيا من عام 1994 إلى 1999، يتهم بأنَّه إرهابي ووضع تحت المُراقبة من قبل عملاء المخابرات البريطانية، وفي عام 1962 قُبض عليهِ بعدَ أنَ التقطت وكالة المخابرات المركزيَّة تفاصيل أنشطته وسلمتها للسلطات المحلية. | [ 100 ] [ 101 ] [ 102 ] [ 103 ] |
|        | جين فوندا 1937–           | - مكاتب الاتّصالات الحكوميَّة البريطانية - وكالة الأمن القومي الأمريكية | ممثلة وكاتبة وناشطة سياسية أمريكيَّة وعارضة أزياء سابقة، بسببِ نشاطها السياسيّ أُعترضت اتصالاتها واتصالات زوجها، توم هايدن من قبل مكاتب الاتّصالات الحكوميَّة البريطانيَّة وتمَّ تسليمها إلى وكالة الأمن القومي الأمريكية. | [ 104 ] [ 105 ]                 |
|        | علي خامنئي 1939–          | - مكاتب الاتّصالات الحكوميَّة البريطانية - وكالة الأمن القومي الأمريكية | علي خامنئي المرشد الأعلى لإيران، تمَّ استهدافه خِلال زيارة نادرة لَهُ إلى كردستان الإيرانيَّة في عام 2009، وتمَّت مراقبته في إطار مهمة تجسس ذات تقنية عالية تتضمن تحليل ومعالجة صور الأقمار الصناعية، وكانت العملية مشتركة بين مكاتب الاتّصالات الحكوميَّة البريطانيَّة ووكالة الأمن القومي الأمريكية. | [ 106 ]                         |
|        | جون لينون 1940-1980       | - FBI - المكتب الخامس                                                | شارك جون لينون، الموسيقيّ البريطانيّ وكاتب الأغاني والمغني الرئيسيّ لفرقة البيتلز، في نشاط مناهضة للحرب من خِلال العديد من الأغاني الشهيرة مثل "أعط السلام فرصة" و"عيد الميلاد السعيد (انتهت الحرب)" وفي 1971 انتقل إلى مدينة نيويورك للانضمام إلى النشطاء في الولايات المتَّحدة للاحْتِجاج على حرب فيتنام. وأطلقت الحكومة الأمريكيَّة عملية رقابة واسعة النطاق لأنشطته ورحلته إلى بريطانيا، بمساعدة المكتب الخامس.         | [ 107 ] [ 108 ] [ 109 ] [ 110 ] |
|        | إيهود أولمرت 1949–        | - مكاتب الاتّصالات الحكوميَّة البريطانية - وكالة الأمن القومي الأمريكية | سياسي إسرائيلي ومحامي وعمدة القدس السابق، كانَ رئيس وزراء إسرائيل الثاني عشر، تمت مراقبته معَ وزير الدفاع الإسرائِيلي إيهود باراك، من قبل مكاتب الاتّصالات الحكوميَّة البريطانيَّة ووكالة الأمن القومي الأمريكية. | [ 111 ]                         |
|        | سوسيلو يودهويونو 1949–    | - مديرية الإشارات الأسترالية - وكالة الأمن القومي الأمريكية          | وُضع المراقب العسكري السابق لقوات حفظ السلام في البوسنة ورئيس إندونيسيا السابق، سوسيلو بامبانج يودويونو وزوجته تحت المُراقبة من قبل مديرية الإشارات الأسترالية، التي أطلعت وكالة الأمن القومي على تفاصيل العملية. | [ 112 ] [ 113 ] [ 114 ]         |
|        | أنغيلا ميركل1954–         | - وكالات مختلفة                                                      | سياسيَّة ألمانية وعالمة أبحاث سابقة ومستشارة ألمانيا منذُ عام 2005، راقبت شعبة المجموعات الخاصة اتصالاتها جزءًا من برنامج المُراقبة STATEROOM التابع للعيون الخمس. | [ 115 ] [ 116 ] [ 117 ]         |
|        | ديانا أميرة ويلز1961-1997 | - مكاتب الاتّصالات الحكوميَّة البريطانية - وكالة الأمن القومي الأمريكية | وضعت أميرة ويلز المُعارضة الشديدة للاستخدام الدوليّ للألغام الأرضية، تحت المُراقبة من مكاتب الاتّصالات الحكوميَّة البريطانيَّة ووكالة الأمن القومي الأمريكيَّة، التي احتفظت بملف سري للغاية يحتوي على أكثر من 1000 صفحة، لم يتم الكشف عن محتويات ملف وكالة الأمن القومي الأمريكيَّة الخاص بديانا بسببِ مخاوف تتعلق بالأمن القومي.                                                                                              | [ 118 ] [ 119 ] [ 120 ]         |
|        | كيم دوت كوم1974–          | - FBI - مكتب أمن الاتّصالات الحكومية                                  | رجل أعمال ألماني-فنلندي وناشط قرصنة، وهو مؤسس خدمة استضافة الملفات ميغا أبلود، أجرى مكتب أمن الاتّصالات الحكوميَّة في نيوزيلندا مراقبة غير قانونيَّة عليهِ نيابة عن مكتب التحقيقات الفيدرالي، وفي وقتٍ لاحقٍ أصدر رئيس الوزراء جون كي اعتذارًا عن المُراقبة غير القانونيَّة من مكتب أمن الاتّصالات الحكومية. | [ 121 ] [ 122 ] [ 123 ] [ 124 ] |

### المنظَّمات البارزة
الخطوط الجوية
- ايروفلوت (روسيا)

شبكات البث
- الجزيرة [125] (قطر)

المؤسّسات المالية
- ماستر كارد [126]  (الولايات المتَّحدة الأمريكية)
- جمعية الاتصالات المالية العالمية بين البنوك
- شركة فيزا (الولايات المتَّحدة الأمريكية)

شركات متعددة الجنسيات
- مجموعة تاليس [127] (فرنسا)

شركات النفط
- بتروبراس [128] (البرازيل)
- Total SA [127] (فرنسا)

محركات البحث
- جوجل [129][130] (الولايات المتَّحدة الأمريكية)
- ياهو! [131] (الولايات المتَّحدة الأمريكية)

مشغلو الاتصالات
- ألكاتل-لوسنت [132] (فرنسا)
- بلجاكوم [133] (بلجيكا)
- باك نت [الإنجليزية] [134] (سنغافورة)

الأمم المتحدة
- الجمعية العامة للأمم المتحدة [135]
- معهد الأمم المتحدة لبحوث نزع السلاح [136]
- منظمة الأمم المتحدة للطفولة
- برنامج الأمم المتحدة الإنمائي [127]
- الوكالة الدولية للطاقة الذرية [137]

الجامعات
- جامعة تسينغ - هوا [138] (الصين)
- معهد راتش للفيزياء في الجامعة العبرية في القدس [136] (إسرائيل)

## روابط خارجية
- المُعاهدة البريطانيَّة الأمريكية في الأرشيف الوطني
- المُعاهدة البريطانيَّة الأمريكية في وكالة الأمن القومي